# Dendronina
Dendronina es un género de foraminífero bentónico de la subfamilia Halyphyseminae, de la familia Halyphysemidae, de la superfamilia Astrorhizoidea, del suborden Astrorhizina y del orden Astrorhizida. Su especie-tipo es Dendronina arborescens. Su rango cronoestratigráfico abarca el Holoceno.

## Discusión
Clasificaciones previas incluían Dendronina en la familia Rhabdamminidae y en el suborden Textulariina del orden Textulariida.

## Clasificación
Dendronina incluye a las siguientes especies:
- Dendronina arborescens
- Dendronina limosa